# Marcipopsis niobe
Marcipopsis niobe là một loài bướm đêm trong họ Noctuidae.